# Liga Premier de Cisjordania 2016-17
La Liga Premier de Cisjordania 2016-17, es la 14.ª temporada de la máxima liga de la AFP del Estado de Palestina. 
El Shabab Al-Khalil es el campeón defensor.

## Equipos
La liga está integrada por 12 equipos. Los clubes Shabab Al-Am'ari y Silwan Club fueron relegados a la Primera División de Cisjordania después de finalizar en la zona de descenso en la temporada anterior, y sustituidos por los clubes Markaz Tulkarm y Shabab Yatta.

### Datos generales
Equipos ordenados alfabéticamente. En cursiva los ascendidos a la categoría.
| Club                | Ciudad    | Estadio            | Capacidad |
| ------------------- | --------- | ------------------ | --------- |
| Ahli Al-Khaleel     | Hebrón    | Hussein Bin Ali    | 8 000     |
| Hilal Al-Quds       | Jerusalén | Faisal Al-Husseini | 12 500    |
| Markaz Balata       | Nablus    | Nablus             | 30 000    |
| Markaz Tulkarm      | Tulkarem  |                    |           |
| Shabab Al-Dhahiriya | Hebrón    | Dora               | 18 000    |
| Shabab Al-Khadr     | Al-Khadr  | Al-Khader          | 6 100     |
| Shabab Al-Khalil    | Hebrón    | Al Hussain         | 12 500    |
| Shabab Alsamu       |           | Hussein Bin Ali    | 8 500     |
| Shabab Yatta        | Yatta     | Dora               | 18 000    |
| Silwan              | Jerusalén |                    |           |
| Taraji Wadi Al-Nes  | Belén     | Faisal Al-Husseini | 12 500    |
| Thaqafi Tulkarm     | Tulkarem  |                    |           |

## Tabla de posiciones
| Pos | Equipo              | PJ | PG | PE | PP | GF | GC | Dif | Pts |
| --- | ------------------- | -- | -- | -- | -- | -- | -- | --- | --- |
| 01. | Hilal Al-Quds (C)   | 22 | 14 | 4  | 4  | 38 | 17 | +21 | 46  |
| 02. | Thaqafi Tulkarem    | 22 | 11 | 6  | 5  | 34 | 19 | +15 | 39  |
| 03. | Ahli Al-Khaleel     | 22 | 11 | 6  | 5  | 35 | 21 | +14 | 39  |
| 04. | Shabab Alsamu       | 22 | 10 | 7  | 5  | 35 | 23 | +12 | 37  |
| 05. | Markaz Balata       | 22 | 9  | 8  | 5  | 23 | 18 | +5  | 35  |
| 06. | Shabab Al-Khalil    | 22 | 9  | 7  | 6  | 26 | 18 | +8  | 34  |
| 07. | Shabab Al-Dhahiriya | 22 | 7  | 4  | 11 | 22 | 29 | -7  | 25  |
| 08. | Shabab Al-Khadr     | 22 | 5  | 9  | 8  | 22 | 24 | -2  | 24  |
| 09. | Taraji Wadi Al-Nesi | 22 | 6  | 6  | 10 | 22 | 31 | -9  | 24  |
| 10. | Shabab Dora         | 22 | 6  | 6  | 10 | 17 | 26 | -9  | 24  |
| 11. | Markaz Tulkarem (D) | 22 | 5  | 6  | 11 | 30 | 45 | -15 | 21  |
| 12. | Shabab Yatta (D)    | 22 | 2  | 5  | 15 | 20 | 53 | -33 | 11  |

Pts = Puntos; PJ = Partidos jugados; G = Partidos ganados; E = Partidos empatados; P = Partidos perdidos; GF = Goles anotados; GC = Goles recibidos; Dif = Diferencia de goles

(C) = Campeón.

Fuente:
|  | Copa AFC 2018 (Ronda de playoff)                      |
|  | Copa de Clubes del Mundo Árabe 2017-18                |
|  | Descenso a la Primera División de Cisjordania 2017-18 |